# نمایه‌سازی موضوعی
فرایند تحلیل محتوای اطلاعاتی دانش مدون برحسب موضوع‌های مهم آنها و برگردان این موضوع‌ها به سرعنوان‌های موضوعی را نمایه‌سازی موضوعی می‌گویند؛ گاه به آن توصیف موضوعی یا تحلیل موضوعی نیز می‌گویند.

## نمایه موضوعی
نمایه‌ای که محتوای موضوعی نشریه، منابع کتابخانه و غیره را نشان می‌دهد.
نمایه‌های تخصصی یا نمایه‌نامه‌های تخصصی، از جمله نمایه‌های مربوط به مجموعه از آثار است. آنچنان‌که از نام آن برمی‌آید، این نوع نمایه‌ها دامنه کار خود را به انواعی خاص از مدارک مربوط به یک یا چند حوزه موضوعی محدود می‌کنند؛ از این رو، این نوع نمایه‌ها با عنوان «نمایه‌های موضوعی» نیز خطاب می‌شوند.

## جایگاه نمایه‌های موضوعی
بر خلاف اغلب نمایه‌های عمومی که چندان به کیفیت و اعتبار منابع تحت نمایه‌سازی خود توجه ندارند، مسئله شناسایی، گزینشو نمایه‌سازی منابع کیفی و پر اعتبار، از مهمترین دغدغه‌ها اغلب نمایه‌های تخصصی معتبر به‌شمار می‌رود. از این رو است که این نوع نمایه‌ها در محافل تخصصی، ارزش، اهمیت و جایگاه خاص دارند.

## برخی از مهمترین نمایه‌نامه‌ها و چکیده‌نامه‌های موضوعی معتبر و بین‌المللی
1. لیزا در حوزه علوم کتابداری و اطلاع‌رسانی
2. مت‌سای‌نت در حوزه ریاضی# اریک در حوزه علوم تربیتی
3. اینسپک در حوزه فیزیک و مهندسی
4. بایوسیس در حوزه علوم زیستی[۳]